# Nemanja Bjelica
Nemanja Bjelica (cyr. Немања Бјелица; ur. 8 maja 1988 w Belgradzie) – serbski koszykarz, występujący na pozycjach niskiego lub silnego skrzydłowego, obecnie zawodnik Fenerbahçe.

## Kariera reprezentacyjna
Po raz pierwszy powołany do kardy Serbii krótko przed rozpoczęciem polskiego Euro Basket w 2009 roku. W zespole był jednym z wyższych zawodników. Wraz z drużyną narodową wywalczył srebrny medal, przegrawszy w finale z Hiszpanią. W 2010 wraz z kadrą zagrał w Mistrzostwach Świata w Turcji.

## Kariera zawodowa
Swoją profesjonalną karierę rozpoczął w Austrii, broniąc barw Traiskirchen Lions Arkadia. Po sezonie spędzonym w austriackiej Bundeslidze przeniósł się do rodzinnego Belgradu, gdzie grał w zespole KK Crvena Zvezda Belgrad przez kolejne dwa sezony. W 2010 został wybrany w drafcie ligi NBA z numerem 35 II rundy. Wybrała go drużyna Washington Wizards, jednak po wyborze został natychmiast oddany do Minnesoty Timberwolves. Nie udało mu się podpisać kontraktu w NBA, wkrótce jednak podpisał pięcioletni kontrakt z hiszpańską Caja Laboral Vitoria.
W lipcu 2015 trafił do klubu Minnesoty Timberwolves.
21 lipca 2018 został zawodnikiem Sacramento Kings. 25 marca 2021 dołączył w wyniku transferu do Miami Heat. 6 sierpnia 2021 zawarł umowę z Golden State Warriors. 9 sierpnia 2022 podpisał kontrakt z tureckim Fenerbahçe. 

## Osiągnięcia
Stan na 26 września 2022, na podstawie, o ile nie zaznaczono inaczej.
NBA
- Mistrz NBA (2022)[8]

Drużynowe
- Mistrz Turcji (2014)
- Wicemistrz Serbii (2009)
- Zdobywca Superpucharu Turcji (2013)
- Finalista:
  - Superpucharu:
    - Turcji (2014)
    - Hiszpanii (2011)

  - Pucharu:
    - Turcji (2015)
    - Serbii (2009)

Indywidualne
- MVP:
  - Euroligi (2015)
  - miesiąca Euroligi (marzec 2015)
- Zaliczony do I składu Euroligi (2015)
- Najlepszy Sportowiec Crvenej Zvezdy (2009)

Reprezentacja
- Mistrz Uniwersjady (2009)
- Wicemistrz:
  - świata (2014)
  - Europy (2009)
- Uczestnik:
  - mistrzostw:
    - świata (2010 – 4. miejsce, 2014)
    - Europy (2009, 2011 – 8. miejsce, 2013 – 7. miejsce)

  - turnieju London Invitational (2011 – 4. miejsce)